# ويزلي ويليس
ويزلي ويليس (بالإنجليزية: Wesley Willis)‏ هو مغن مؤلف ومغني وموسيقي وفنان الشارع أمريكي، ولد في 31 مايو 1963 في شيكاغو في الولايات المتحدة، وتوفي في 21 أغسطس 2003 في سكوكي في الولايات المتحدة بسبب ابيضاض المحببات المزمن وابيضاض الدم.

## وصلات خارجية
- الموقع الرسمي
- ويزلي ويليس على موقع IMDb (الإنجليزية)
- ويزلي ويليس على موقع ميوزك برينز (الإنجليزية)
- ويزلي ويليس على موقع أول موفي (الإنجليزية)
- ويزلي ويليس على موقع إن إن دي بي (الإنجليزية)
- ويزلي ويليس على موقع ديسكوغز (الإنجليزية)
- ويزلي ويليس على موقع ديسكوغز (الإنجليزية)
- ويزلي ويليس على موقع قاعدة بيانات الفيلم (الإنجليزية)
- ويزلي ويليس على موقع كينوبويسك (الروسية)